# Nižné Ružbachy
Nižné Ružbachy este o comună slovacă, aflată în districtul Stará Ľubovňa din regiunea Prešov. Localitatea se află la altitudinea de 555 m deasupra n.m., se întinde pe o suprafață de 9,79 km2 și în 2017 număra 626 de locuitori.

## Istoric
Localitatea Nižné Ružbachy este atestată documentar din 1286.

## Demografie
| An:                | 1994 | 2004   | 2014   | 2024   |
| ------------------ | ---- | ------ | ------ | ------ |
| Număr de persoane: | 649  | 639    | 634    | 622    |
| Diferență:         |      | −1,54% | −0,78% | −1,89% |

| An:                | 2023 | 2024   |
| ------------------ | ---- | ------ |
| Număr de persoane: | 620  | 622    |
| Diferență:         |      | +0,32% |